# De välvilliga
Romanen De välvilliga är ett historiskt fiktivt drama, skrivet på franska av den tvåspråkiga (engelska och franska) författaren Jonathan Littell. "De välvilliga" gavs ut 2006 i Frankrike under originaltiteln "Les Bienveillantes" och utkom i svensk översättning av Cecilia Franklin 2008. 
Den 900-sidiga boken belönades 2006 med två av de mest prestigefyllda franska litterära utmärkelserna, Grand Prix du roman de l'Académie française och Prix Goncourt. Boken är Littells debutroman på franska. På engelska har han tidigare publicerat romanen "Bad Voltage" 1989. 

## Handling
Handlingen kretsar kring en före detta SS-officer, Maximilien "Max" Aue, som deltog i Nazitysklands folkmord i det ockuperade Sovjetunionen och inte visar någon uppenbar ånger inför sina dåd. Titeln "Les Bienveillantes" åsyftar den antika grekiska trilogin "Orestien" av Aiskylos. Orestien handlar om förbannelsen över huset Atreus och består av pjäserna "Agamemnon", "Gravoffret" samt "Eumeniderna". Eumeniderna handlar om Orestes som efter att ha mördat sin mor Klytaimnestra jagas av hämndgudinnorna erinyerna men till slut rentvås i en rättegång tack vare gudarna Apollon och Athena. Apollon och Athena lyckas övertala erinyerna att acceptera en rättvis rättegång varefter erinyerna kallas 
"eumeniderna" eller "de barmhärtiga" (på franska Les Bienveillantes). Utvecklingen i trilogin går från primitiv blodshämnd till institutionaliserad rättvisa.
Boken är skriven som en självbiografi och fokuserar på en bödels tankar och uppkomsten av statliga folkmord. Enligt Littell har han skrivit boken utifrån perspektivet vad han själv skulle ha gjort och hur han skulle ha agerat om han hade fötts i Nazityskland.

## Persongalleri
- Maximilien "Max" Aue, officer i Sicherheitsdienst, uppnår slutligen tjänstegraden Obersturmbannführer

### Aues familj
- Una Aue / Frau von Üxküll, Aues tvillingsyster

- Berndt von Üxküll, Unas make

- Héloïse Aue (Héloïse Moreau), Aues mor

- Aristide Moreau, Aues styvfar

- Tristan and Orlando, tvillingar

### Övriga personer
- Thomas Hauser, SS-officer, Aues närmaste vän

- Hélène Anders, född Winnefeld, en ung änka, Aues väninna

- Dr. Mandelbrod, Aues beskyddare

- Kriminalkommissarierna Weser och Clemens. De leder undersökningen av mordet på Aues mor och styvfar och förföljer Aue till krigets slutskede i Berlin. Weser och Clemens utgör romanens erinyer.[2]

- Dr. Hohenegg, doktor i näringslära, Aues vän

### Historiska personer
I romanen förekommer en lång rad historiska personer:
- Tyskar (i alfabetisk ordning): Richard Baer, Werner Best, Walther Bierkamp, Paul Blobel, Martin Bormann, Werner Braune, Adolf Eichmann, Hermann Fegelein, Hans Frank, Odilo Globocnik, Reinhard Heydrich, Heinrich Himmler, Adolf Hitler, Rudolf Höss, Ernst Kaltenbrunner, Hans Kammler, Gerret Korsemann, Arthur Liebehenschel, Josef Mengele, Konrad Morgen, Heinrich Müller, Arthur Nebe, Theodor Oberländer, Otto Ohlendorf, Otto Rasch, Walther von Reichenau, Walter Schellenberg, Franz Six, Albert Speer, Eduard Wirths och Dieter Wisliceny.

- Fransmän: Robert Brasillach och Lucien Rebatet.

- Samtida författare: Ernst Jünger, Charles Maurras, Louis-Ferdinand Céline och Paul Carell.

- Historiker som citeras av Aue: Alan Bullock, Raul Hilberg och Hugh Trevor-Roper.